# Eugryllodes pipiens
Eugryllodes pipiens is een rechtvleugelig insect uit de familie krekels (Gryllidae). De wetenschappelijke naam van deze soort is voor het eerst geldig gepubliceerd in 1820 door Dufour.